# ديسا (قلنسية)

تعديل مصدري - تعديل

ديسا هي إحدى قرى عزلة جزيرة صابور كمال فرعون بمديرية قلنسية وعبد الكوري التابعة لمحافظة أرخبيل سقطرى، بلغ تعداد سكانها 19 نسمة حسب تعداد اليمن لعام 2004.